# Shahriyar Jamshidi

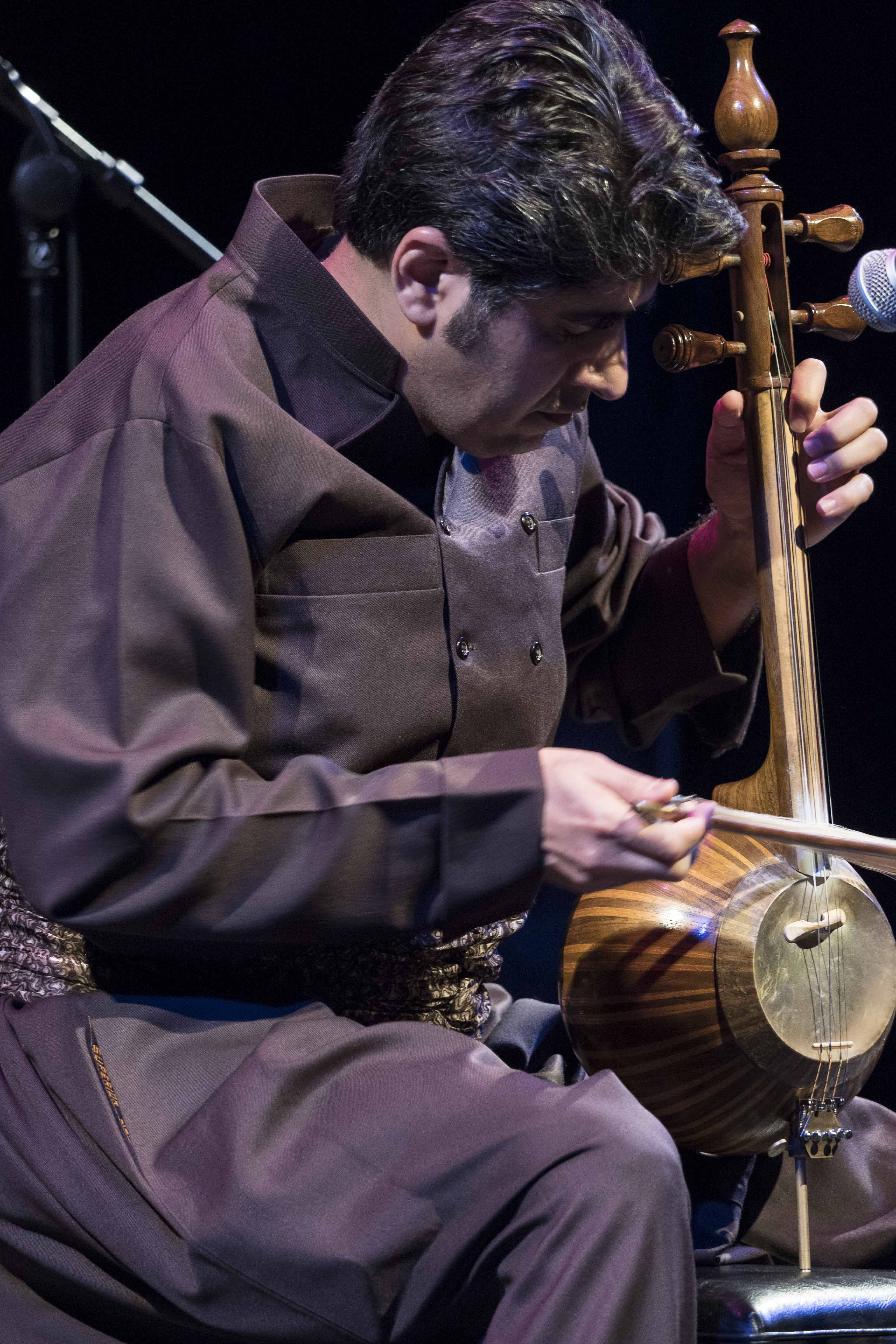
Shahriyar Jamshidi

Shahriyar Jamshidi (persisch شهریار جمشیدی, DMG Šahryār-e Ǧamšīdī; * 1971 in Kermanschah) ist ein kurdisch-iranischer Kamantsche-Spieler und Komponist. Sein Fokus liegt hauptsächlich auf kurdischer und iranischer Musik.

## Leben
Shahriyar wurde in einer kurdischen Familie in Kermanschah geboren. Auf Grund von Einschränkungen im Zuge der Iranischen Revolution in 1978 konnte er erst im Alter von 17 Jahren Musik studieren. Über einen Zeitraum von zwei Jahren erhielt er daher privaten Musikunterricht unter der Leitung von Mahmoud Merati, bevor er an der Universität der Künste in Teheran Musik studierte. Er verfolgte sein Musikstudium in Teheran unter verschiedenen Lehrern, u. a. Ahmad Pejman, Kamkars Houshang Kamkar, Ardeshir Kamkar und Taghi Binesh. Zudem arbeitete er unter der Anleitung des weit bekannten kurdischen Kamantsche-Spielers Mojtaba Mirzadeh.

## Arbeiten
- Jamshidi hat sowohl allein als auch mit verschiedenen Gruppen (z. B. Chakad Ensemble) unter der Leitung von Alireza Javaheri in Kollaboration mit Bahman Rajabi gearbeitet.[3]
- Er war 2003 Gründer des Dilan Ensemble.[4]
- Er ist in der Roudaki-Halle und in verschiedenen iranischen Städten aufgetreten.
- Er nahm zweimal als Solo-Kamantsche-Spieler an der International Security for Improvised Music Conference in Château-d'Œx, Schweiz teil.[5] and Wilfrid Laurier University[6] in Canada.
- Er hatte zwei Auftritte beim Tirgan Festival im Jahr 2013[7] und 2015.[8]
- Jamshidi ist außerdem Mitbegründer und Künstler von Kamancello duo, das 2015 beim Festival du Monde Arabe de Montréal auftrat.[9]
- Dilan Ensemble trat 2015 beim High-Fest Festival[10] in Jerewan, Armenien auf.
- 2016 hatte er musikalische Kollaboration mit Richard Robeson für sein Album Meet me in Tanger.[11]
- Er trat beim Ontario Contact Conference auf.[12]
- Jamshidi nahm am Banff Musicians in Residence Programm am Banff Centre in Banff im Winter 2017 teil.[13]
- Er trat 2018 an der McMaster University auf.[14]
- Im Juli 2018 gab er ein Solokonzert beim 33rd World Conference of International Society for Music Education in Baku, Aserbaidschan.

## Auszeichnungen
- World Conference Sponsor Delegate Award, International Society for Music Education 2018.
- Arts Abroad, Canada Council 2018.

## Diskografie
Seine bekanntesten Werke sind:
- Alvanati (2004)[15]
- Call of the mountain (2008)[16]
- A Yellow Flower (2014): Dieses Album wurde vom Kamantsche Kammerorchester eingespielt und besteht aus einer Auswahl von Werken des kurdischen Dichters Abdulla Pashew. Es wurde der Bevölkerung von Kobani anlässlich der Belagerung von der Stadt gewidmet.[17]
- Kamancello (2017)[18] ist ein Instrumentalalbum mit Improvisationsmusik und das erste Album der Band KAMANCHELLO[19]. Kamancello's Kreationen reichen von emotional und beseelt bis feurig und intensiv und ihre Musik wurde als „vollständig bezaubernd“ beschrieben.